# Igreja Evangélica do Egito
A Igreja Evangélica do Egito, também chamada de Igreja Evangélica Copta do Egito, Igreja Presbiteriana - Sínodo do Nilo, Igreja Presbiteriana do Egito ou simplesmente Sínodo do Nilo (em árabe: الكنيسة الإنجيلية) é uma denominações presbiteriana fundada em 1854 no Egito por missionários da Igreja Presbiteriana Unida da América do Norte, sendo atualmente a maior denominações protestante no país com 400 igrejas e cerca de 750.000 membros, sendo a maior de denominação protestante do país.

## História
A partir do Século XIX, a Igreja Presbiteriana Unida da América do Norte começou a enviar missionários para o Egito. Em 1854, foram formadas as primeiras comunidade protestantes. Os primeiros convertidos eram, em grande parte, ex-membros da Igreja Ortodoxa Copta. 
Em 1875, cerca de 600 pessoas se converteram em uma rede de estações de 1875. Em 1895, já havia 4.600 membros. À época membros do governo de algumas localidades eram hostis. 
Em 1917, o grupo formado pelos missionários americanos já era o maior grupo protestante no Egito e tinha gastado mais de £ E800,000 em seus esforços missionários.
Em 1894, as igrejas fundadas pelo missionários formaram um sínodo, com quatro presbitérios. 
Em 1926 o sínodo passou a se chamar "Igreja Evangélica no Egito". Funcionou, inicialmente, como um sínodo da Igreja Presbiteriana Unida da América do Norte, mas possuía autogoverno, e operou o seu próprio seminário.
Na década de 1930, a "Campanha Antimissionária" levou a fuga dos missionários norte-americanos. Havia tensões entre ministros egípcios e missionários americanos, em particular sobre a ideia de converter os muçulmanos e a adoção de atitudes "modernas" ocidentais. A igreja independente pós-colonial cresceu fora do ambiente político e social do Egito. O sínodo tornou-se a Igreja Evangélica Copta, e foi inteiramente controlada pelos egípcios em 1957.
Separadamente a Missão americana também criou a Universidade Americana do Cairo, em 1919, que rapidamente se tornou um centro de americanização e modernização no mundo árabe. 
No entanto, devido a controvérsias religiosas e os juros em declínio no evangelicalismo pelo fundador da universidade Charles A. Watson, a relação deteriorou-se lentamente e agora a universidade não é mais ligado a Igreja Presbiteriana.

## Atualidade
A igreja é envolvida com obras sociais e educação, opera cerca de 60 escolas no pais, além de 3 hospitais e 4 orfanatos. Os membros da Igreja Evangélica do Egito também contribuíram fundação da Universidade do Cairo e da Universidade Americana do Cairo, e do Seminário Teológico Evangélico de Cairo, que é o único seminário teológico protestante no país e serve para a formação de pastores de toda a África e Oriente Médio. A igreja tem experimentado maior liberdade e participação na sociedade a partir a Primavera Árabe, movimento que reestruturou o governo do pais e deu nova Constituição ao Egito e abrindo-o para maior liberdade religiosa.
Em 2004, a igreja tinha cerca de 300.000 membros, em  300 igrejas, com 220 pastores.
Em 2024, foi estimado que a igreja tinha 750.000, em 400 igrejas.

## Doutrina
O Sínodo do Nilo é uma denominação ecumênica, calvinista, presbiteriana, que confessa todos os posicionamentos tradicionais da ortodoxia cristã quanto a Segunda Vinda de Cristo e Ressurreição e tem uma polícia de governo eclesiástico presbiteriana.

## Relações Intereclesiásticas
A Igreja Evangélica Copta é parte da Comunhão Mundial das Igrejas Reformadas, Concílio Mundial das Igrejas, Sociedade das Igrejas Evangélicas do Oriente Médio, Conselho de Igrejas Egito e tem parcerias com a Igreja da Escócia. A igreja conta também com apoio do Gustav-Adolf-Werk , organização administrada pela Igreja Evangélica na Alemanha que auxilia cristãos em estado de e perseguição religiosa.